# What'd I Say
What'd I Say è una canzone rhythm and blues del cantante statunitense Ray Charles, pubblicata nel 1959 come singolo e divisa in due parti. Venne improvvisata una tarda sera del 1958, quando Charles e la sua orchestra, nonostante avessero suonato l'intero repertorio, avevano ancora del tempo prima del termine del loro spettacolo; la reazione di gran parte del pubblico fu così entusiasta che Charles decise di inciderla.
Dopo una serie di successi R&B, questo nuovo brano portò Charles nel mainstream della musica pop e segnò la diffusione di un nuovo sottogenere del rhythm and blues, il soul, unendo finalmente tutti gli elementi che Charles aveva creato dalla registrazione di I Got a Woman nel 1954. Le influenze di musica gospel, combinate con le allusioni sessuali nel testo, la resero non solo molto popolare ma anche motivo di controversie tra il pubblico, sia bianco che di colore. Permise a Ray Charles di ottenere il suo primo disco d'oro ed è stata una delle canzoni più influenti nella storia del rock. Per il resto della sua carriera, Charles ha chiuso tutti i concerti con questo pezzo.
Nel 2002 è stata inserita dalla Biblioteca del Congresso nel National Recording Registry e da Rolling Stone al decimo posto della sua lista The 500 Greatest Songs of All Time.

## Contesto

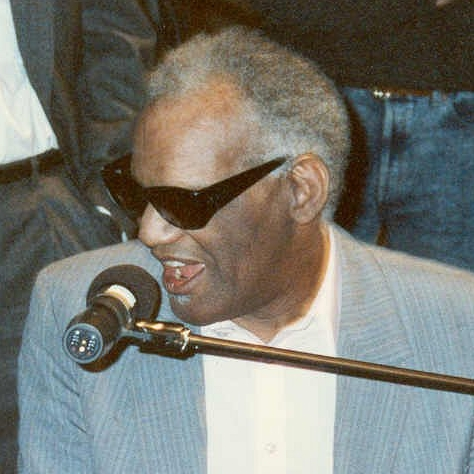
Ray Charles

Nel 1958 Ray Charles aveva ventisette anni e da dieci incideva soprattutto R&B per le etichette Down Beat e Swing Time, con uno stile simile a quello di Nat King Cole e Charles Brown. Nel 1954 firmò con l'Atlantic Records e fu incoraggiato dai produttori Ahmet Ertegün e Jerry Wexler ad ampliare il suo repertorio. Più tardi Wexler avrebbe ricordato che il successo della Atlantic Records non era dovuto all'esperienza degli artisti, ma all'entusiasmo verso la musica: «Di fare dischi non ne sapevamo un cazzo, ma ci divertivamo». Nel caso di Charles, i due produttori capirono che sarebbe stato più conveniente e produttivo «lasciarlo in pace».
Dal 1954 fino ai primi anni sessanta Charles si esibì per 300 giorni all'anno con un'orchestra di sette membri e un trio canoro, anch'esso sotto contratto con la Atlantic, chiamato The Cookies che cambiava il nome in The Raelettes quando si esibiva con lui.
Nel 1954 Charles iniziò a mischiare suoni e strumenti tipici della musica gospel con testi più laici. Il primo esperimento fu I Got a Woman, basata sulle melodie degli standard gospel My Jesus Is All the World to Me e I Got a Savior (Way Across Jordan). Fu il primo disco di Ray Charles che attirò l'attenzione del pubblico bianco, ma gli elementi gospel provocarono disagio in parte degli ascoltatori di colore; Charles più tardi affermò che l'unione di diversi generi musicali non fu una decisione voluta.
Nel dicembre 1958 ci fu il successo di Night Time Is the Right Time, un'ode alla sensualità cantata con una delle Raelettes, Margie Hendricks, che al tempo aveva una relazione con il cantante. Dal 1956, inoltre, Charles si portava in tour un pianoforte elettrico Wurlitzer personale perché non si fidava della qualità di quelli che gli venivano forniti sul posto. Nelle occasioni in cui lo suonava, veniva deriso dagli altri musicisti.

## Composizione e registrazione

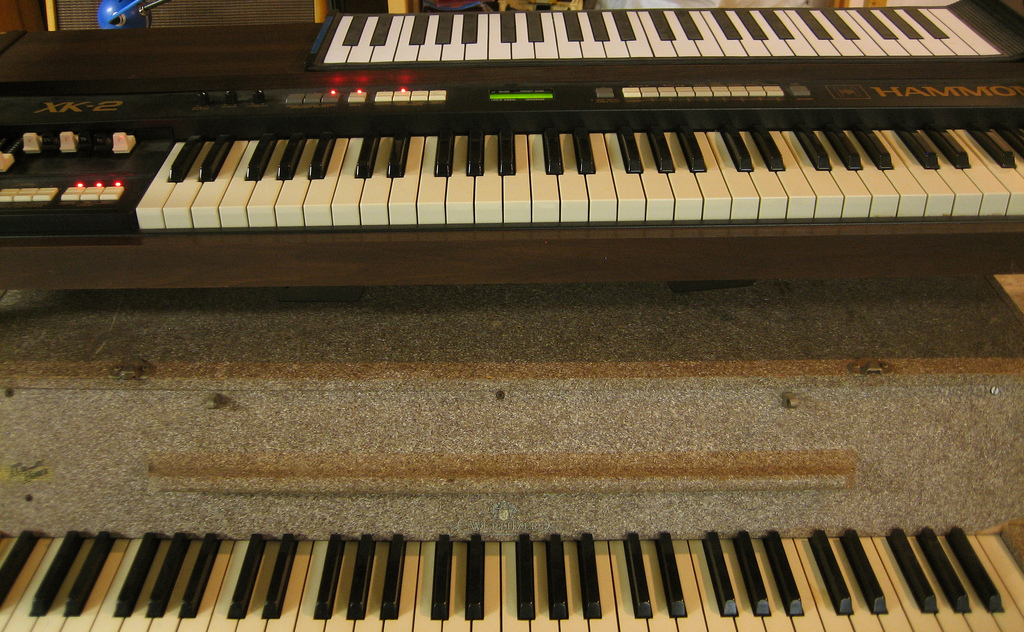
Un modello di pianoforte elettrico Wurlitzer di fine anni cinquanta

Secondo l'autobiografia di Ray Charles, il pezzo nacque casualmente durante un'improvvisazione per esaurire il tempo prima della fine di un concerto nel dicembre 1958. What'd I Say è un'eccezione, in quanto Charles non ha mai provato in pubblico una canzone prima di registrarla. Neanche lui ricorda dove avesse luogo quel concerto, ma Mike Evans, in Ray Charles: The Birth of Soul, lo colloca a Brownsville in Pennsylvania. Si trattava di uno spettacolo durante un ballo che sarebbe dovuto durare 4 ore, con mezz'ora di pausa e termine intorno alle 2 del mattino. Charles e la sua band avevano terminato la scaletta dopo la mezzanotte, ma mancavano ancora dodici minuti. A quel punto il cantante disse alle Raelettes: «Perderò un po' di tempo, voi seguitemi e basta». Cominciando col piano elettrico, suonò quello che si sentiva sul momento: una serie di riff, passando a un pianoforte per quattro ritornelli supportati da un ritmo di percussioni latino come la conga. Dopo questa introduzione Charles cominciò a cantare versi improvvisati, semplici e senza alcun legame tra loro. La struttura è quella di un blues in 12 misure con elementi gospel, mentre tra le prime righe ci sono influenze di uno stile boogie-woogie che Ahmet Ertegün attribuisce a Clarence "Pinetop" Smith, che era solito indicare i passi di danza da eseguire attraverso i testi. A metà dell'esibizione, Charles disse alle Raelettes che avrebbero dovuto ripetere quello che faceva, trasformando così l'esibizione in un botta e risposta tra l'artista, le coriste e gli strumenti a fiato dell'orchestra, che si chiamavano tra di loro con urli e lamenti estatici e colpi di corni.
Charles sentì subito la reazione del pubblico entusiasta e danzante. Molte persone gli si avvicinarono al termine dello spettacolo per chiedergli dove avrebbero potuto acquistare il disco. La canzone fu riproposta per molte sere di fila e le continue reazioni positive del pubblico portarono il cantante a chiamare Jerry Wexler e dirgli che aveva qualcosa di nuovo da incidere.
Lo studio della Atlantic Records aveva appena acquistato un registratore a 8 tracce e l'ingegnere acustico Tom Dowd stava ancora imparando a usarlo. Nel febbraio 1959 Charles e la sua orchestra registrarono finalmente What'd I Say nella piccola sala della Atlantic. Dowd ricorda che non sembrava tanto speciale ai tempi della registrazione: durante quella sessione era preceduta da Tell the Truth, che aveva impressionato molto di più.
(Tom Dowd)
Col senno di poi Nesuhi Ertegün, fratello di Ahmet, riconobbe la straordinaria qualità sonora della canzone in rapporto alle dimensioni ridotte dello studio e l'alto livello tecnologico degli strumenti utilizzati; il suono è pulito al punto che si può sentire Charles tenere il tempo durante il botta e risposta senza musica.

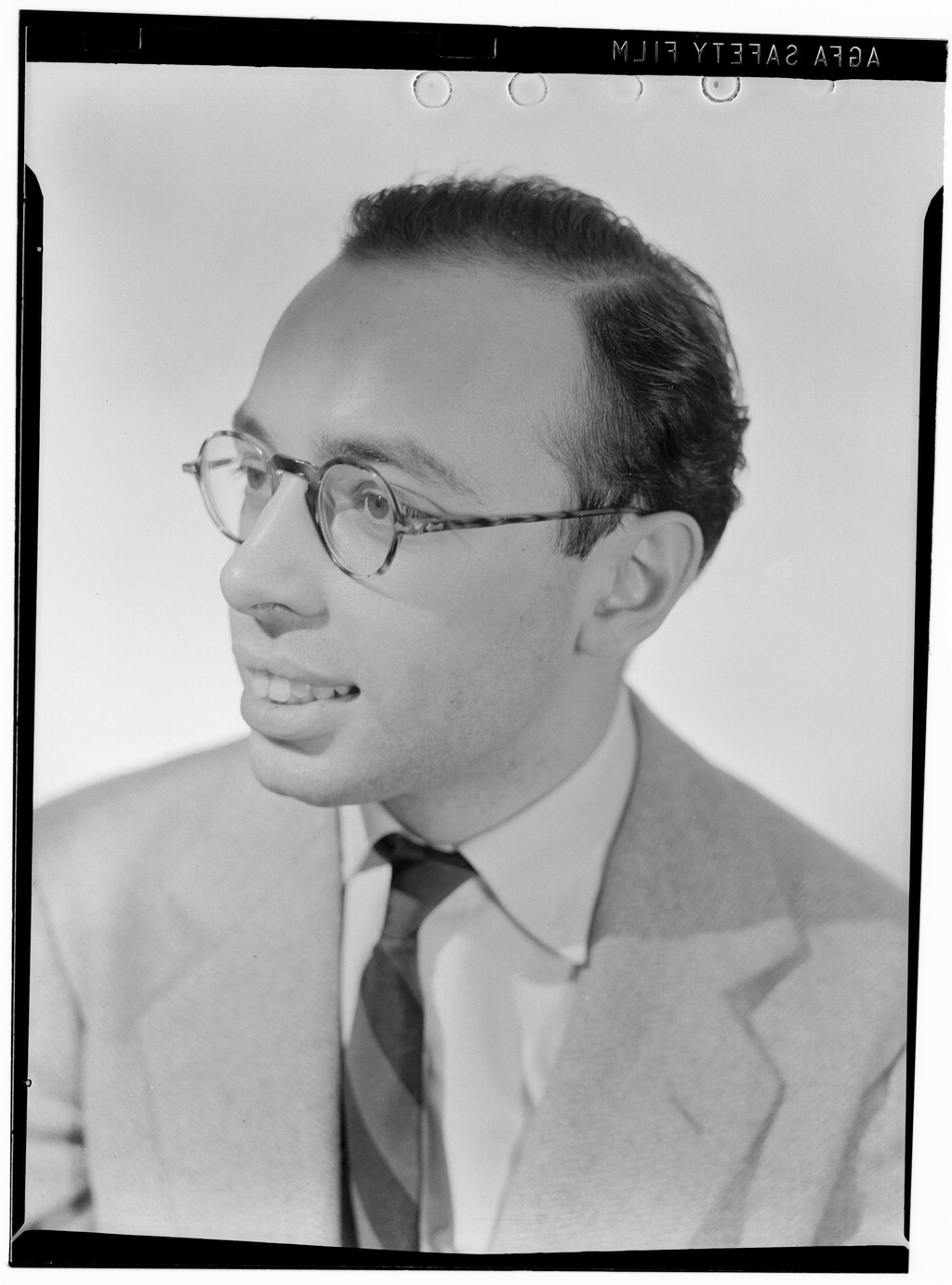
Ahmet Ertegün (circa 1946, foto William P. Gottlieb)

Il lavoro in studio durò poco perché l'orchestra aveva perfezionato l'accompagnamento musicale durante il tour, sebbene a Dowd non mancassero i problemi. Il primo riguardava la lunghezza del pezzo, che durava oltre sette minuti e mezzo, quando la durata media di quelli trasmessi alla radio era due minuti e mezzo. In più, anche se i testi non erano osceni, i suoni emessi dal cantante e le coriste nei botta e risposta preoccupavano il tecnico e i produttori. In precedenza, infatti, il disco Money Honey di Clyde McPhatter era stato vietato in Georgia, ma Ahmet Ertegün e Wexler l'avevano pubblicato lo stesso, rischiando l'arresto. Ray Charles era consapevole del problema, ma difendeva il suo lavoro: «Non sono abituato a interpretare le mie canzoni, ma se non riesci a capire What'd I Say, allora c'è qualcosa che non va, o non sei abituato ai dolci suoni dell'amore.»
Per risolvere la situazione, Dowd realizzò tre versioni, rimosse alcuni richiami ambigui e incise un singolo con due parti di circa tre minuti chiamate What'd I Say Part I e What'd I Say Part II, divise da un finto intermezzo dove gli altri musicisti si fermano e supplicano Charles di continuare, terminando poi con un frenetico finale. Più tardi Dowd affermò che l'ipotesi di non pubblicare il disco, che uscì invece nel luglio 1959, non era mai stata presa in considerazione: «Sapevamo che sarebbe diventata una hit, nessun dubbio al riguardo».

## Accoglienza
Nonostante i primi giudizi fossero tiepidi (ad esempio quello di Billboard), la segreteria della Atlantic Records iniziò a ricevere chiamate dai distributori. Le stazioni radiofoniche si rifiutavano di metterla in onda perché troppo carica sessualmente, ma l'etichetta discografica non volle ritirare i dischi dai negozi. Come risposta alle lamentele, nel luglio 1959 venne pubblicata una versione meno "spinta" che portò il singolo alla posizione numero 26 della classifica in poche settimane. Billboard pubblicò una nuova recensione che a distanza di mesi, a differenza della prima, considerava l'opera come il più forte disco pop che l'artista avesse mai prodotto fino a quel momento. Alla fine What'd I Say raggiunse la prima posizione della classifica Hot R&B Sides, la sesta della Billboard Hot 100 e divenne il primo disco d'oro della carriera di Ray Charles, oltre alla canzone dai maggiori incassi per la Atlantic Records in quel periodo.
Molte radio (sia di pubblico in prevalenza bianco che di colore) non vollero trasmettere il pezzo a causa del «dialogo tra il cantante e le voci d'accompagnamento che partiva in chiesa e terminava in camera da letto», citando le parole di un critico. Le allusioni erotiche erano ovvie agli ascoltatori, ma c'era un aspetto più profondo della fusione tra la musica nera gospel e quella R&B che non piaceva al pubblico afroamericano: la musica, poiché faceva parte della società americana, rappresentava anche la segregazione razziale, e molti lamentavano l'avvicinamento al gospel da parte di musicisti laici, oltre al fatto che venisse messo sul mercato per gli ascoltatori bianchi. Durante molti concerti negli anni sessanta gli organizzatori arrivarono al punto di chiamare la polizia, preoccupati che scoppiassero risse a causa della frenesia che scorreva tra la folla durante l'esibizione.
La controversia morale che si era venuta a creare intorno alla canzone è stata attribuita alla sua popolarità; in un'intervista rilasciata tempo dopo la pubblicazione, Charles riconobbe che il beat era accattivante, ma che il pubblico fosse attratto dal testo allusivo.
(Ray Charles)
What'd I Say fu il primo esempio di crossover nel genere rock and roll, allora in crescita, di Ray Charles, che colse l'opportunità datagli dal ritrovato successo e annunciò a Ertegün e Wexler che stava valutando l'ipotesi di firmare con la ABC-Paramount Records (che poi cambiò il nome in ABC Records) entro la fine del 1959. Mentre l'artista negoziava con la nuova etichetta, la Atlantic pubblicò un album dei suoi successi con lo stesso titolo.

## Influenze musicali
(Michael Lydon)
What'd I Say non ebbe subito un grande effetto negli Stati Uniti, mentre era molto popolare in Europa. Paul McCartney ne rimase colpito a tal punto che capì di volere iniziare a lavorare nel campo musicale, mentre George Harrison la conobbe durante una festa in cui venne riprodotta per otto ore di fila. Durante la loro permanenza ad Amburgo, i Beatles la suonarono a ogni concerto con tanto di botta e risposta con il pubblico, ottenendo un grande successo. La sua apertura di piano elettrico era per John Lennon una novità e tentò di ripeterla con la chitarra. Tempo dopo lo stesso Lennon attribuì a quell'intro la nascita delle canzoni caratterizzate da riff di chitarra.
Quando Mick Jagger cantò per la prima volta con la band che sarebbe poi diventata i Rolling Stones, si esibì in un duetto di What'd I Say. Eric Burdon dei The Animals, Steve Winwood del The Spencer Davis Group, Brian Wilson dei Beach Boys e Van Morrison la considerano fondamentale e la inclusero nei loro spettacoli.
Lo storico musicale Robert Stephens e il chitarrista Lenny Kaye attribuiscono a What'd I Say la nascita della musica soul, risultato dell'unione di gospel e jazz; il nuovo genere si sarebbe sviluppato successivamente con artisti come James Brown e Aretha Franklin.
Alla fine degli anni cinquanta il rock and roll stava vivendo un periodo difficile a causa di una serie di scandali e tragedie con i principali esponenti del genere come protagonisti, oltre all'assenza dalle scene di Elvis Presley perché in servizio militare: Buddy Holly perse la vita in un tragico incidente aereo nel 1959, seguito da quello in auto, altrettanto fatale, di Eddie Cochran nel 1960; Chuck Berry era in carcere per atti sessuali con una minorenne e Jerry Lee Lewis era al centro di uno scandalo mediatico dopo il suo matrimonio con una cugina tredicenne. Per queste ragioni il 1958 e il 1959 sono spesso visti come due anni sterili per quanto riguarda il talento musicale. Il critico Nelson George pensa invece il contrario e usa Ray Charles e la sua canzone come esempi; George scrive che i temi nelle opere del cantante di Albany erano molto simili ai giovani ribelli e resero popolare il rock and roll. Secondo lo scrittore, Charles «abbatté il limite tra palco e pulpito, ricaricò le preoccupazioni del blues con fervore trascendentale, unendo spudoratamente il sessuale allo spirituale. Rese così il piacere (soddisfazione fisica) e la gioia (illuminazione divina) sembrare una cosa sola e portò le realtà del peccatore del sabato sera e del fedele della domenica mattina in rauca armonia».

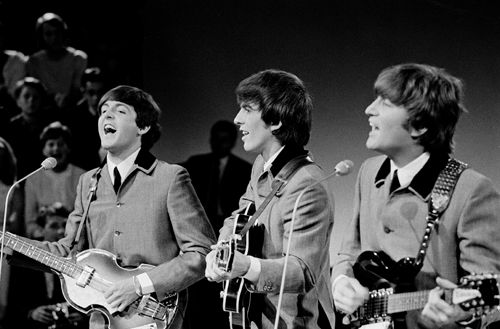
I Beatles sono tra gli artisti che più rimasero influenzati dal pezzo.

What'd I Say è stata oggetto di cover da parte di molti artisti di diversi stili musicali. Elvis Presley la usò per una lunga scena di ballo nel film del 1964 Viva Las Vegas e la pubblicò come singolo con il brano omonimo sul lato B. Cliff Richard, Eric Clapton con John Mayall & the Bluesbreakers, The Big Three, Eddie Cochran, Bobby Darin, Nancy Sinatra, Sammy Davis Jr. e Johnny Cash ne fecero tutti una loro rivisitazione. Jerry Lee Lewis ebbe molto successo con la sua interpretazione del 1961, che rimase otto settimane in classifica. Ray Charles notò che molte delle stazioni radio che fino ad allora non avevano mai trasmesso la sua canzone iniziarono a farlo dopo la pubblicazione di cover da parte di artisti bianchi, suscitandogli qualche perplessità («come se il sesso bianco fosse più pulito di quello nero»), anche se successivamente iniziarono a mettere in onda anche la versione originale. Nel 2001 il cantante italiano Zucchero Fornaciari campionò parte della melodia del brano di Charles per la sua canzone Porca l'oca, inclusa nell'album Shake, alle registrazioni del quale partecipò anche il bluesman americano.

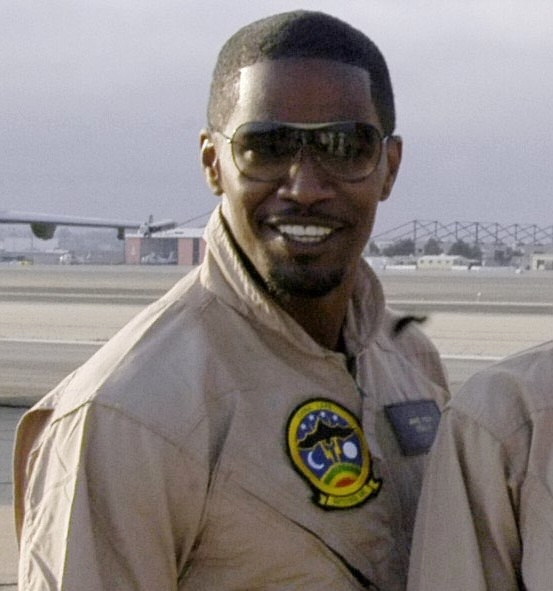
Nel film Ray con Jamie Foxx (nella foto) è raccontata anche la genesi di What'd I Say.

Charles scelse di suonare What'd I Say per chiudere ogni suo concerto. Nel 2000 comparve al 43º posto della classifica 100 Greatest Songs in Rock and Roll e al 96º della 100 Greatest Dance Songs (nella quale risulta la meno recente), entrambe a cura di VH1. Nello stesso anno venne scelta da National Public Radio come una delle 100 canzoni più influenti del ventesimo secolo. Nel 2004 la rivista Rolling Stone la collocò al decimo posto del suo elenco The 500 Greatest Songs of All Time.
In una scena del film biografico Ray viene rappresentata l'improvvisazione che diede alla luce il pezzo, con Jamie Foxx nei panni di Ray Charles (interpretazione che gli valse un oscar come miglior attore protagonista nel 2005). Per la sua importanza storica, artistica e culturale, nel 2002 è stata inserita dalla Biblioteca del Congresso nel National Recording Registry statunitense. Nel 2007 la Rock and Roll Hall of Fame l'ha inclusa tra le 500 canzoni fondamentali per il rock and roll.

## Tracce
Testi e musiche di Ray Charles; edizioni musicali Atlantic Records.
1. What'd I Say (Part I) – 3:05
2. What'd I Say (Part II) – 1:59 – [42]

## Edizioni
- 1959 – 45gg, Atlantic Records 45-2031.[42]